# Лосе, Ян
Йоханнес Хенрикюс Антониюс (Ян) Лосе (нидерл. Johannes Henricus Antonius "Jan" Loose; 1 апреля 1927, Тилбург — 12 августа 2004, там же) — нидерландский футболист, игравший на позициях полузащитника и защитника, выступал за тилбургский клуб НОАД.

## Карьера
Ян Лосе начинал футбольную карьеру в команде «Онс Виос» из Тилбурга. В возрасте 16 лет вызывался в юношескую сборную Тилбурга. Позже перешёл в другой тилбургский клуб — НОАД. В 1947 году в составе резервной команды стал победителем чемпионата второго класса среди резервистов. В основе дебютировал в 1950 году в возрасте 23 лет, первоначально играл в команде на позиции полузащитника, а затем стал правым защитником.
В мае 1955 года, будучи работником почтово-телеграфной службы, Лосе был вызван в сборную Нидерландов среди служащих почтово-телеграфной службы для поездки в Италию. В июне нидерландцы в Сан-Ремо провели два товарищеских матча с коллегами из Италии, в обеих встречах проиграли с общим счётом 9:1.
В переходном сезоне 1955/56 команда НОАД заняла 9-е место в группе А чемпионата и по итогам стыковых матчей получила право выступать в новом турнире — Эредивизи, едином чемпионате страны. Первую игру в новом чемпионате Ян провёл 2 сентября 1956 против клуба БВК Амстердам — на стадионе «Индюстристрат» его команда уступила гостям со счётом 1:3. В течение сезона Лосе сыграл в чемпионате 26 матчей — НОАД в первом в истории сезоне Эредивизи занял 12-е место.
За три сезона в Эредивизи сыграл за клуб 59 матчей. В июне 1960 года был выставлен на трансфер.

## Личная жизнь
Ян родился в апреле 1927 года в городе Тилбург. Отец — Йоаннес Антониюс Лосе, мать — Адриана Мария Элизабет Рейнен, оба родителя были родом из Тилбурга. Помимо Яна, в их семье была ещё дочь — Йоанна Корнелия Адриана.
Умер в августе 2004 года, был женат на Корри ван Везенбек. Похоронен на городском кладбище в Тилбурге.